# Guvernat Bandskih otokov

Bandski otoki so bili guvernat Nizozemske vzhodnoindijske družbe. Guvernat je obsegal otoke Banda Neira, Banda Besar, Pulau Ai, Run, Banda Api in nekaj manjših otokov.
Bandski otoki so bili središče proizvodnje muškatnega oreščka.

## Zgodovina
Portugalci so prvič pripluli do Bandskih otokov leta 1512, leto po tem, ko je Afonso de Albuquerque osvojil Malako, ki je bila takrat središče azijske trgovine. Šele leta 1529 so se Portugalci vrnili na otoke, ko je kapitan Garcia poskušal zgraditi utrdbo na Banda Neiri. Lokalni Bandanci so se obrnili proti Garcii in njegovi posadki, zaradi česar je moral opustiti svoje načrte. Od takrat so Portugalci raje kupovali muškatni orešček od trgovcev v Malaki.
Nizozemci so Portugalcem sledili na Bandske otoke, vendar so imeli veliko bolj prevladujočo in dolgotrajnejšo prisotnost. V nizozemsko-bandskih odnosih je bilo že od samega začetka medsebojno nezaupanje, pri čemer so se prvi nizozemski trgovci pritoževali, da Bandanci ne upoštevajo dogovorjenih dobav in cen ter goljufajo glede količine in kakovosti. Po drugi strani pa so bili za Bandance, čeprav so bili dobrodošli drugi konkurenti za njihove začimbe, trgovski predmeti, ki so jih ponujali Nizozemci — na primer težka volna in damask, nezaželeno industrijsko blago — običajno neprimerni v primerjavi s tradicionalnimi trgovskimi izdelki. Javanski, arabski in indijski ter portugalski trgovci so na primer prinesli nepogrešljive predmete skupaj z jeklenimi noži, bakrom, zdravili in cenjenim kitajskim porcelanom.
Za Nizozemce je bila trgovina zelo donosna, saj so se začimbe kupljene na Bandskih otokih prodajale naprej po 300-kratni nakupni ceni. To je v veliki meri upravičilo stroške in tveganje pri pošiljanju v Evropo. Zaradi privlačnosti takšnih dobičkov je bilo nizozemskih odprav vedno več. Kmalu se je pokazalo, da bo konkurenca v trgovini z Vzhodno Indijo požrla vse njihove dobičke. Tako so se leta 1602 tekmeci združili v Nizozemsko vzhodnoindijsko družbo, ki je od generalnih stanov Republike Nizozemske prejela monopol nad trgovino z Vzhodno Indijo.
Do zgodnjega sedemnajstega stoletja je Bandamu vladala skupina vodilnih lokalnih prebivalcev, orang kaya (dobesedno 'bogataši'), vsak od teh je bil vodja okrožja. Takrat je bil muškatni orešček ena od »finih začimb«, ki so bile v Evropi drage zaradi disciplinirane manipulacije trga, a zaželeno blago za nizozemske trgovce tudi v indijskih pristaniščih; ekonomski zgodovinar Fernand Braudel ugotavlja, da je Indija porabila dvakrat več kot Evropa. Nizozemci so številne Bandske orang kaye prepričali (ali prevarali), da so podpisali pogodbo, ki je Nizozemcem podelila monopol pri nakupu začimb. Čeprav Bandanci niso dobro razumeli pomena pogodbe, znane kot 'Večna pogodba', ali tega, da je niso podpisali vsi bandski voditelji, so jo kasneje uporabili za utemeljitev nizozemskih čet, ki so bile pripeljane za obrambo njihovega monopola.
Bandanci so se kmalu naveličali nizozemskih dejanj; nizke cene, neuporabni trgovski predmeti in uveljavljanje nizozemskih izključnih pravic do nakupa želenih začimb. Konec potrpljenja za Bandance je prišel leta 1609, ko so Nizozemci okrepili Utrdbo Nassau na otoku Bandanaira. Orang kaya je poklical na sestanek nizozemskega admirala Pietra Willemsza. Verhoefa in štirideset njegovih najvišjih mož so zvabili v zasedo in jih pobili.

### Angleško-nizozemsko rivalstvo
Medtem ko je portugalska in španska dejavnost v regiji oslabela, so Angleži zgradili utrjene trgovske postaje na majhnih otokih Ai in Run, deset do dvajset kilometrov od glavnih Bandskih otokov. Ker so Britanci plačevali višje cene, so znatno spodkopavali nizozemske cilje za monopol. Ko so se nizozemsko-britanske napetosti leta 1611 povečale, so Nizozemci zgradili večjo in bolj strateško Utrdbo  Belgika nad Utrdbo Nassau.
Leta 1615 so Nizozemci napadli Ai z 900 možmi, nakar so se Britanci umaknili v Run, kjer so se ponovno zbrali. Iste noči so Britanci presenetili z protinapadom na otok Ai, ga ponovno zavzeli in ubili 200 Nizozemcev. Leto kasneje je veliko močnejša nizozemska sila napadla Ai. Tokrat so branilci napad lahko zadržali s topovskim ognjem, a jim je po mesecu obleganja zmanjkalo streliva. Nizozemci so pobili branilce, utrdbo pa utrdili in jo preimenovali v »Fort Revenge«.

### Pokol Bandancev
Novoimenovani generalni guverner VOC Jan Pieterszoon Coen se je lotil uveljavljanja nizozemskega monopola nad trgovino z začimbami iz Bandskih otokov. Leta 1621 so dobro oborožene vojake izkrcali na otok Bandaneira in v nekaj dneh zasedli tudi sosednji in večji otok Lontar. Orang kaya so bili pod grožnjo s strelnim orožjem prisiljeni podpisati neizvedljivo težko pogodbo, ki jo je bilo dejansko nemogoče obdržati, kar je Coenu dalo izgovor za uporabo superiorne nizozemske sile proti Bandancem. Nizozemci so hitro opazili številne domnevne kršitve nove pogodbe, v odgovor na katere je Coen sprožil kaznovalni masaker. Japonski plačanci so bili najeti za boj proti orang kajem, štirideset jih je bilo obglavljenih z nabodenimi glavami in razobešenimi na bambusovih sulicah.
Prebivalstvo Bandskih otokov pred nizozemsko osvojitvijo naj bi bilo na splošno ocenjeno na okoli 13.000-15.000 ljudi, od katerih so bili nekateri malajski in javanski trgovci, pa tudi Kitajci in Arabci. Dejansko število Bandancev, ki so bili leta 1621 ubiti, prisilno izgnani ali so zbežali z otokov, ostaja negotovo. Toda branje zgodovinskih virov kaže, da je na otokih verjetno preživelo približno tisoč Bandancev, ki so bili kot prisilni delavci delali po nasadih muškatnega oreščka. Nizozemci so kasneje ponovno naselili otoke z uvoženimi sužnji, obsojenci in najemniškimi delavci (za delo na plantažah muškatnega oreščka), pa tudi s priseljenci od drugod v Indoneziji. Večina preživelih je zbežala  na otoke svojih trgovinskih partnerjev, zlasti Keffing in Guli Guli v otoški verigi Seram Laut in Kei Besar. Pošiljke preživelih Bandancev so bile poslane tudi v Batavijo (Džakarta), da bi kot sužnji delali pri razvoju mesta in njegove trdnjave. Približno 530 od teh posameznikov je bilo pozneje vrnjenih na otoke zaradi njihovega prepotrebnega strokovnega znanja o gojenju muškatnega oreščka (česar je zelo primanjkovalo med novo prispelimi nizozemskimi naseljenci).
Medtem ko je bila do te točke nizozemska prisotnost zgolj kot trgovcev, ki je včasih temeljila na pogodbah, je osvojitev Bandskih otokov označila začetek prve odkrite kolonialne vladavine v Indoneziji, čeprav pod okriljem VOC.

### Monopol VOC
Ko je drastično zmanjšal domorodno prebivalstvo otokov, je Coen produktivno zemljo s približno pol milijona dreves muškatnega oreščka razdelil na oseminšestdeset perkenov v velikosti 1,2 hektarja. Te zemljiške parcele so bile nato predane nizozemskim plantažerjem, znanim kot perkenierji, od katerih jih je bilo 34 na Lontarju, 31 na Aiju in 3 na Neiri. Ker je ostalo le nekaj Bandancev, ki so jih obdelovali, so morali pripeljali sužnje od drugod. VOC, ki je imela nadzor nad proizvodnjo muškatnega oreščka, je perkenierjem plačala 1/122-tino nizozemske tržne cene za muškatni orešček, vendar so perkenierji še vedno neizmerno profitirali z gradnjo velikih vil. 
Obrobni otok Run je bilo za VOC težje nadzorovati in tam so iztrebili vsa drevesa muškatnega oreščka. Proizvodnja in izvoz muškatnega oreščka sta bila skoraj dvesto let monopol VOC. Utrdba Belgika, ena izmed mnogih utrdb, ki jih je zgradila Nizozemska vzhodnoindijska družba, je ena največjih preostalih evropskih utrdb v Indoneziji. 
Evropski nadzor nad Bandskimi otoki je bil sporen do leta 1667, ko je bil v skladu s pogodbo iz Brede (1667) še zadnji majhen otok Run dodeljen Nizozemcem, kar jim je dalo popoln nadzor nad Bandskim arhipelagom.

### Konec nizozemske vzhodnoindijske družbe
Potem ko je Batavska republika leta 1795 nadomestila Republiko Nizozemsko, je bila Nizozemska zahodnoindijska družba nacionalizirana. 1. marca 1796 je direktorje Nizozemske vzhodnoindijske družbe zamenjal vladni odbor za vzhodnoindijsko trgovino in posest, 17. marca 1798 pa je bila nizozemska vzhodnoindijska družba uradno nacionalizirana, pri čemer je bila vsa njena lastnina vrnjena v neposredno kontrolo nizozemske vlade.